# Ampullinidae
Ampullinidae là họ ốc biển tuyệt chủng, động vật thân mềm chân bụng sống ở biển trong nhánh Sorbeoconcha.

## Chi
Chi trong họ Ampullinidae gồm:
- Ampullina Bowdich, 1822 - the type genus

Cernina fluctuata (Sowerby, 1825)

- Amaurellina Fischer 1885
- Ampullinopsis Conrad 1865
- Ampullonatica Sacco 1890
- Cernina Gray, 1842
- Globularia Swainson 1840
- Pachycrommium Woodring 1928
- Warakia Harzhauser 2007

## Hình ảnh

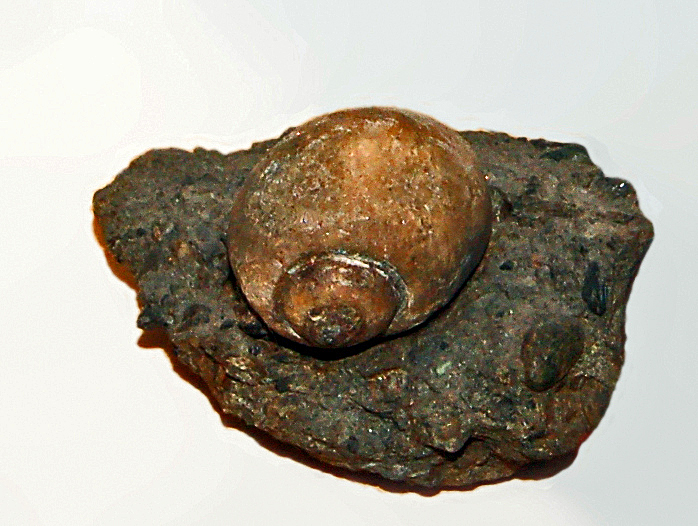